# Bugatti Automobiles
Bugatti Automobiles S.A.S. (pronunție în franceză [bygati]) este un producător francez de automobile de înaltă performanță și o filială a Volkswagen AG, cu sediul central și fabrica de asamblare în Molsheim, Alsacia, Franța. Volkswagen a achiziționat marca Bugatti în iunie 1998 și a încorporat Bugatti Automobiles S.A.S. în 1999.
Bugatti a prezentat mai multe mașini concept între 1998 și 2000 înainte de a începe dezvoltarea primului său model de producție, Veyron 16.4, care a livrat primul Veyron către un client în 2005.

## Legături externe
- Materiale media legate de Bugatti la Wikimedia Commons
- Site web oficial